# Czarnowo (Nowy Dwór Mazowiecki)
Pour les articles homonymes, voir Czarnowo.
Czarnowo (prononciation : [t͡ʂarˈnɔvɔ]) est un village polonais de la gmina de Pomiechówek dans le powiat de Nowy Dwór Mazowiecki de la voïvodie de Mazovie dans le centre-est de la Pologne.
Il se situe à environ 8 kilomètres au nord-est de Nowy Dwór Mazowiecki (siège du powiat) et à 33 kilomètres au nord-ouest de Varsovie (capitale de la Pologne).
Le village est situé sur la rive nord de la rivière Narew, à une courte distance à l'est du point où il se jette dans la rivière Wkra du nord.

## Histoire
De 1975 à 1998, le village appartenait administrativement à la voïvodie de Varsovie.